# 上党战役前方医院旧址
上党战役前方医院旧址，位于山西省长治市屯留区余吾镇北街村，是中华人民共和国山西省文物保护单位之一。
2021年8月4日，上党战役前方医院旧址公布为第六批山西省文物保护单位，古遗址类，编号6-323，年代为1945年。